# 下滝呂駅
下滝呂駅（しもたきろえき）は、現在の岐阜県多治見市滝呂町にあった東濃鉄道笠原線の駅（廃駅）である。

## 歴史
開業当時の当駅は笠原村（後の笠原町）滝呂地区にあった。1951年（昭和26年）に旧・笠原町全域が多治見市に編入されたのち、1952年（昭和27年）に旧・笠原町が笠原村（のち再び町制）として分立した際には、多治見市に残った地区である。
- 1928年（昭和3年）7月1日：笠原鉄道開業に際し開設。
- 1944年（昭和19年）3月1日：笠原鉄道が駄知鉄道等と合併し、東濃鉄道笠原線となる。
- 1971年（昭和46年）6月12日：乗客数の減少により、笠原線の旅客鉄道営業休止。当駅は貨物取り扱い駅となる。
- 1973年（昭和48年）3月24日：廃止。

## 駅構造
1面1線のホームを有した地上駅であった。

## 現況
- 1979年（昭和54年）、多治見市は笠原線の線路跡を自転車専用道路・歩行者専用道路として整備することを決定し、平和町 - 滝呂町の整備を行い1998年（平成10年）に完成する。駅のホームはこの整備の際に埋められている。

## 隣の駅
東濃鉄道
笠原線
市之倉口駅 - 下滝呂駅 - 滝呂駅